# 1361
1361 (MCCCLXI) a fost un an obișnuit al calendarului iulian, care a început într-o zi de duminică.

## Nașteri
- 26 februarie: Venceslau al IV-lea al Boemiei rege romano-german (d. 1419)

## Decese
- 9 iunie: Philippe de Vitry  (n. 1291)
- dată necunoscută: Samuel ha Levi  (n. 1320)